# Adekundo Adesoji
Adekundo Adesoji es un deportista nigeriano que compitió en atletismo adaptado. Ganó cuatro medallas en los Juegos Paralímpicos de Verano en los años 2004 y 2008.

## Palmarés internacional
| Juegos Paralímpicos | Juegos Paralímpicos | Juegos Paralímpicos | Juegos Paralímpicos |
| Año                 | Lugar               | Medalla             | Prueba              |
| ------------------- | ------------------- | ------------------- | ------------------- |
| 2004                | Atenas (Grecia)     | Medalla de oro      | 100 m T12           |
| 2004                | Atenas (Grecia)     | Medalla de oro      | 200 m T12           |
| 2004                | Atenas (Grecia)     | Medalla de oro      | 400 m T12           |
| 2008                | Pekín (China)       | Medalla de plata    | 100 m T12           |